# Девеселу (комуна)
Девеселу (рум. Deveselu) — комуна у повіті Олт в Румунії. До складу комуни входять такі села (дані про населення за 2002 рік):
- Девеселу (2094 особи)
- Команка (1255 осіб)

Комуна розташована на відстані 142 км на захід від Бухареста, 41 км на південь від Слатіни, 54 км на південний схід від Крайови.

## Населення

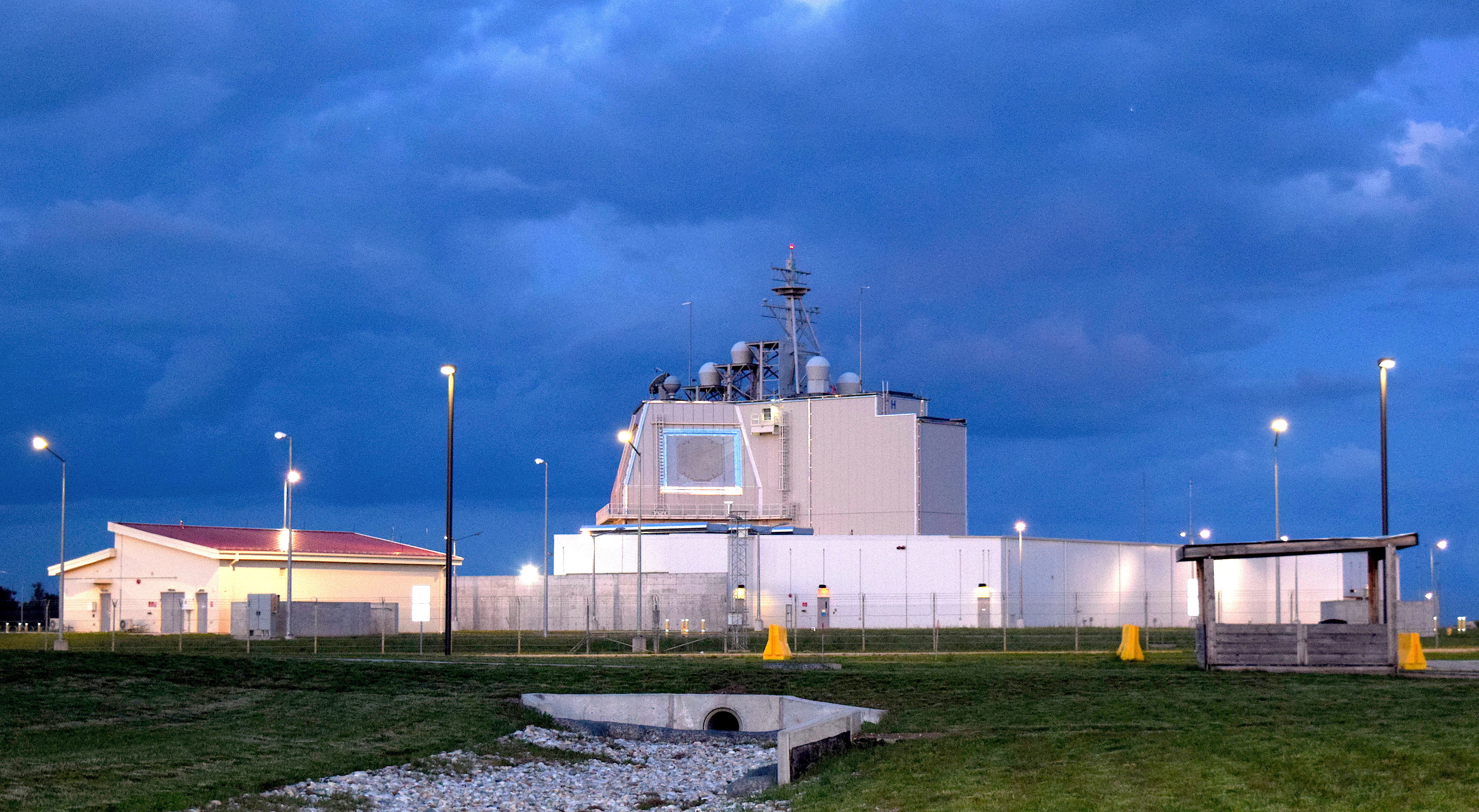
Aegis Ashore Missile Defense Complex Romania.

За даними перепису населення 2002 року у комуні проживали 3349 осіб.
Національний склад населення комуни:
| Національність | Кількість осіб | Відсоток |
| -------------- | -------------- | -------- |
| румуни         | 3334           | 99,6%    |
| цигани         | 14             | 0,4%     |
| угорці         | 1              | < 0,1%   |

Рідною мовою назвали:
| Мова      | Кількість осіб | Відсоток |
| --------- | -------------- | -------- |
| румунська | 3348           | > 99,9%  |
| угорська  | 1              | < 0,1%   |

Склад населення комуни за віросповіданням:
| Релігія     | Кількість осіб | Відсоток |
| ----------- | -------------- | -------- |
| православні | 3333           | 99,5%    |
| реформати   | 1              | < 0,1%   |